# Осадчий Дмитро Анатолійович
Дмитро Анатолійович Осадчий (нар. 20 березня 1992, Запоріжжя, Україна) — український футболіст, півзахисник.

## Клубна кар'єра
Вихованець футбольної школи «Металург» (Запоріжжя). Професійну кар'єру розпочав в «Металурзі-2», де виступав впродовж 2009—2012 роках. Паралельно потрапляв і у дубль запорізького «Металурга», згодом перебрався до донецького «Олімпіка».
Впродовж 2014—2015 років виступав за «Кремінь» з міста Кременчук та аматорську команду «Таврія–Скіф» (с. Роздол). У 2015 році підписав контракт з чернівецькою «Буковиною». 1 грудня 2016 року припинив співпрацю з чернівецькою командою. 
У березні 2017 року став гравцем «Ниви» (Вінниця). Дебютував за «Ниву» 24 березня того ж року в матчі проти рідного запорізького «Металурга». Виступав у складі вінничан до завершення 2017/18 сезону, за цей час провів 34 офіційних матча, в яких відзначився 4 голами.
З 2019 року виступає за представників Київщини, а саме: до 2021 аматорська команда «Джуніорс» (Шпитьки), з 2022 — «Штурм» (Іванків).

## Кар'єра в збірній
За юнацьку збірну України до 16 років Дмитро зіграв 7 матчів.

## Статистика
Станом на 12 червня 2018 року
| Клуб                   | Ліга         | Сезон   | Чемпіонат | Чемпіонат | Кубок | Кубок | Дубль | Дубль |
| Клуб                   | Ліга         | Сезон   | Ігри      | Голи      | Ігри  | Голи  | Ігри  | Голи  |
| ---------------------- | ------------ | ------- | --------- | --------- | ----- | ----- | ----- | ----- |
| Металург (Запоріжжя)   | Прем'єр-ліга | 2009/10 |           |           |       |       | 11    | 0     |
| Металург-2 (Запоріжжя) | Друга ліга   | 2009/10 | 12        | 0         |       |       |       |       |
| Металург-2 (Запоріжжя) | Друга ліга   | 2010/11 | 21        | 2         |       |       |       |       |
| Металург-2 (Запоріжжя) | Друга ліга   | 2011/12 | 16        | 0         |       |       |       |       |
| Металург (Запоріжжя)   | Прем'єр-ліга | 2012/13 |           |           |       |       | 5     | 0     |
| Олімпік (Донецьк)      | Перша ліга   | 2013/14 | 1         | 0         | 1     | 0     |       |       |
| Кремінь (Кременчук)    | Друга ліга   | 2013/14 | 6         | 0         |       |       |       |       |
| Буковина (Чернівці)    | Друга ліга   | 2015/16 | 23        | 3         | 1     | 0     |       |       |
| Буковина (Чернівці)    | Перша ліга   | 2016/17 | 7         | 0         |       |       |       |       |
| Нива (Вінниця)         | Друга ліга   | 2016/17 | 11        | 1         |       |       |       |       |
| Нива (Вінниця)         | Друга ліга   | 2017/18 | 21        | 3         | 2     | 0     |       |       |